# Марк I (Харвард)
Вижте пояснителната страница за други значения на Марк I.
Марк I, на английски: Automatic Sequence Controlled Calculator, ASCC, е автоматична електромеханична цифрова изчислителна машина, завършена през 1944 от Хауърд Айкен съвместно с IBM за нуждите на Харвардския университет.